# Cekovića kuća
Kuća Cekovića je kuća u Palama, na jugozapadnom dijelu Pala u Romanijskoj ulici.
Građena od 1902. godine a gradnja je završena 1915. godine. Sagradila ju je srpska trgovačka obitelj Ceković, Risto Ceković i Vasilija r. Đokić. Kuća im je bila ljetnikovac. Spada u najočuvanije i najljepše kuće ovih krajeva iz tog vremena. Prije početka rata u BiH 1992. – 1995. godine, gospođa Milojka Ceković, velika donatorica Zemaljskog muzeja BiH u Sarajevu, oporučno je obiteljski ljetnikovac na Palama, zajedno sa svim namještajem, ostavila Mitropoliji Dabrobosanskoj. 2. rujna 2004. godine Ceković kuća proglašena je nacionalnim spomenikom BiH. Obnovljena je 2007. godine. Danas se u njoj nalazi Galerija likovne kolonije Pale.

## Vanjske poveznice
- Detalji o spomeniku (srp.)